# Valencinia lineformis
Valencinia lineformis är en djurart som tillhör fylumet slemmaskar, och som beskrevs av McIntosh 1874. Valencinia lineformis ingår i släktet Valencinia och familjen Valenciniidae. Inga underarter finns listade i Catalogue of Life.